# Harold Gibson
Pour les articles homonymes, voir Gibson.
Harold Brockett Gibson, né en Nouvelle-Zélande vers 1898 et mort le 31 mai 1975 à Labasa aux Fidji, est un avocat et homme politique fidjien et joueur amateur de boulingrin.

## Biographie
Appelé au barreau en Nouvelle-Zélande en 1919, il émigre aux Fidji peu après, s'installe à Labasa et est admis au barreau fidjien en 1927. Il entre comme représentant euro-fidjien au Conseil législatif des Fidji aux élections de 1937. Il perd son siège en 1947 mais le retrouve en 1950. Cette même année, il est membre de la délégation sportive fidjienne aux Jeux de l'Empire britannique de 1950 à Auckland, où il concourt à l'épreuve masculine de boulingrin par équipe de quatre, avec ses compatriotes Patrick Costello, Nathaniel Chalmers et Eric Mcilwaine. Les Fidjiens perdent leurs trois matchs, terminant quatrièmes et derniers,. En 1956 il est fait officier de l'ordre de l'Empire britannique.
Il perd son siège de député aux élections de 1963 mais le retrouve aux élections de 1966. La vie politique de la colonie britannique s'organise alors autour de partis politique et, bien qu'élu sans étiquette, Harold Gibson rejoint bientôt le parti de l'Alliance. Il siège ainsi comme député d'arrière-ban de la majorité parlementaire du Premier ministre Ratu Sir Kamisese Mara lorsque les Fidji accèdent à l'indépendance en octobre 1970 et que le Conseil législatif devient la Chambre des représentants. Il prend sa retraite de la vie politique en 1972.
Sur le plan professionnel, il est directeur d'une chaîne d'hôtels de l'est du pays, ainsi que de l'entreprise gérant le réseau électrique de Labasa. Il meurt dans cette même ville en 1975 à l'âge de 77 ans.